# Rianjo (parroquia)
Rianjo o Santa Columba de Rianxo (llamada oficialmente Santa Comba de Rianxo) es una parroquia y un lugar español del municipio de Rianjo, en la provincia de La Coruña, Galicia.

## Entidades de población
Entidades de población que forman parte de la parroquia:
- A Barraca
- A Carballeira
- Barral (O Barral)
- Cortes (As Cortes)
- Obispo Araújo (Bispo Araúxo)
- O Bosque
- O Cruceiro
- O Pazo
- Rianxiño Zona Alta (Rianxiño)
- Rianxo
- Tronco
- Xogo dos Bolos (O Xogo dos Bolos)

## Demografía

### Parroquia
| Gráfica de evolución demográfica de Rianjo (parroquia) entre 2000 y 2019 |
|                                                                          |
| Datos según el nomenclátor publicado por el INE.                         |

### Lugar
| Gráfica de evolución demográfica de Rianxo (lugar) entre 2000 y 2019 |
|                                                                      |
| Datos según el nomenclátor publicado por el INE.                     |